# Ravenswood (Virginie-Occidentale)
Pour les articles homonymes, voir Ravenswood.
Ravenswood est une ville américaine située dans le comté de Jackson en Virginie-Occidentale.
Selon le recensement de 2010, Ravenswood compte 3 876 habitants. La municipalité s'étend sur 1,90 milles carrés (4,92 km2), dont 1,82 milles carrés (4,71 km2) de terres.